# Sèneca (cràter)

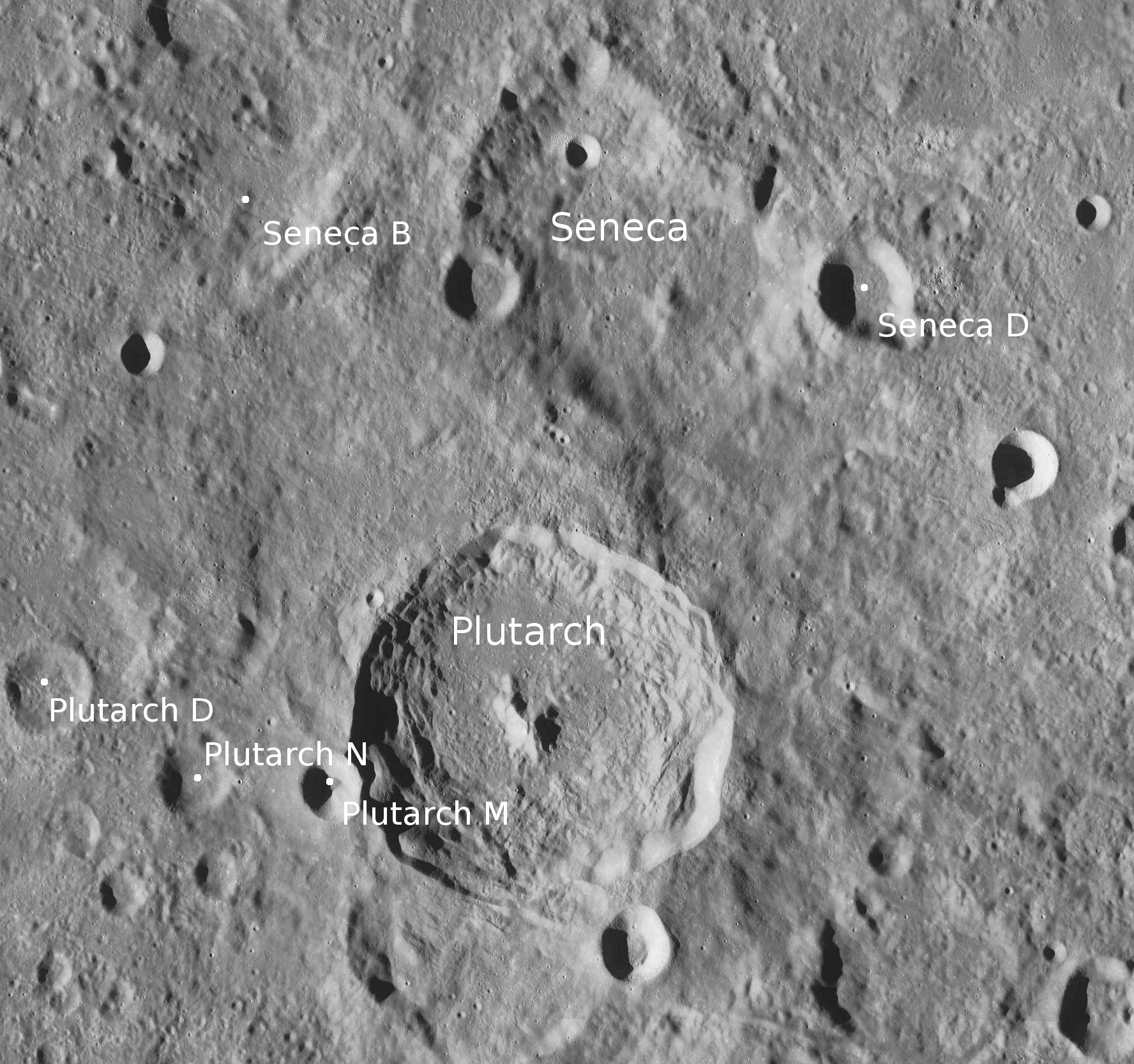
Entorn de Sèneca. Fotografia de la missió Lunar Reconnaissance Orbiter

Sèneca és un cràter d'impacte lunar que s'hi troba localitzat cap al limbe aquest-nord-est, a menys d'un diàmetre al nord de Plutarc. Al nord-oest es troba el cràter Hahn, i al nord es troba la gran planura emmurallada de Gauss.

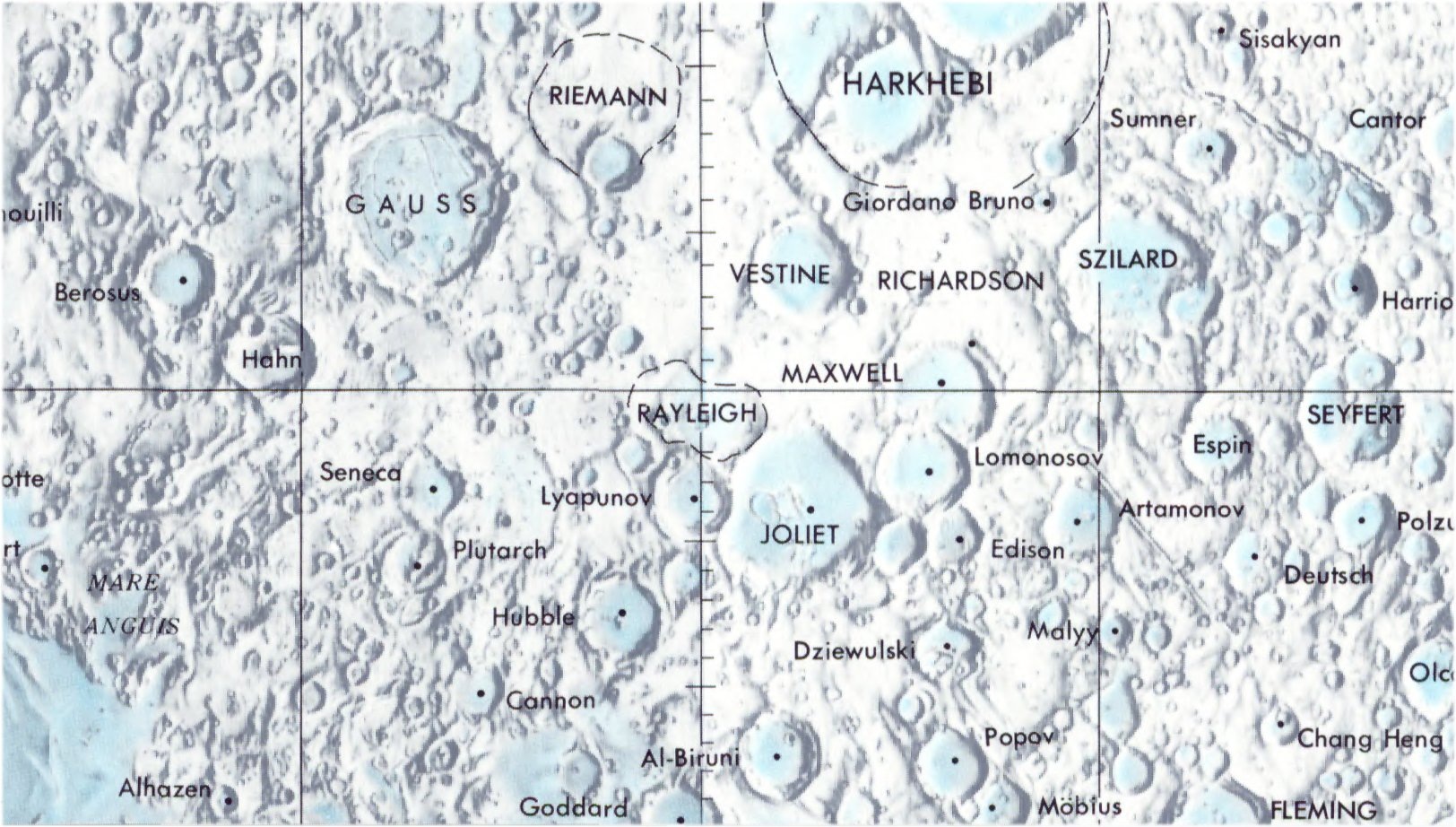
Localització de Sèneca (sota el centre de la meitat esquerra de la imatge)

Aquest element ha estat fortament erosionat per successius impactes, amb una vora exterior distorsionada i recoberta per diversos petits cràters. Apareix aproximadament en forma de rombe com es veu des dels vehicles en òrbita, encara que apareix amb un fort escorç quan es veu des de la Terra. Un petit cràter jeu sobre la vora occidental i la paret interior. El petit cràter Sèneca D s'hi troba unit al sector oriental exterior. També apareix un cràter més petit travessant l'àpex nord del brocal. El sòl interior és una mica irregular, particularment en la seva meitat sud.

## Cràters satèl·lit
Per convenció aquests elements són identificats en els mapes lunars posant la lletra en el costat del punt central del cràter que està més proper a Sèneca.
|        | \| Sèneca \| Coordenades \| Diàmetre \| \| ------ \| ------------------------------------ \| -------- \| \| A \| 26° 24′ N, 75° 42′ E / 26.4°N,75.7°E \| 17 km \| \| B \| 27° 12′ N, 77° 24′ E / 27.2°N,77.4°E \| 28 km \| \| C \| 26° 18′ N, 75° 06′ E / 26.3°N,75.1°E \| 22 km \| \| D \| 26° 36′ N, 81° 18′ E / 26.6°N,81.3°E \| 18 km \| \| E \| 29° 12′ N, 79° 36′ E / 29.2°N,79.6°E \| 16 km \| \| F \| 29° 30′ N, 81° 54′ E / 29.5°N,81.9°E \| 15 km \| \| G \| 29° 24′ N, 83° 12′ E / 29.4°N,83.2°E \| 19 km \| |          |
| Sèneca | Coordenades | Diàmetre |
| A      | 26° 24′ N, 75° 42′ E / 26.4°N,75.7°E | 17 km    |
| B      | 27° 12′ N, 77° 24′ E / 27.2°N,77.4°E | 28 km    |
| C      | 26° 18′ N, 75° 06′ E / 26.3°N,75.1°E | 22 km    |
| D      | 26° 36′ N, 81° 18′ E / 26.6°N,81.3°E | 18 km    |
| E      | 29° 12′ N, 79° 36′ E / 29.2°N,79.6°E | 16 km    |
| F      | 29° 30′ N, 81° 54′ E / 29.5°N,81.9°E | 15 km    |
| G      | 29° 24′ N, 83° 12′ E / 29.4°N,83.2°E | 19 km    |